# Simeon Solomon

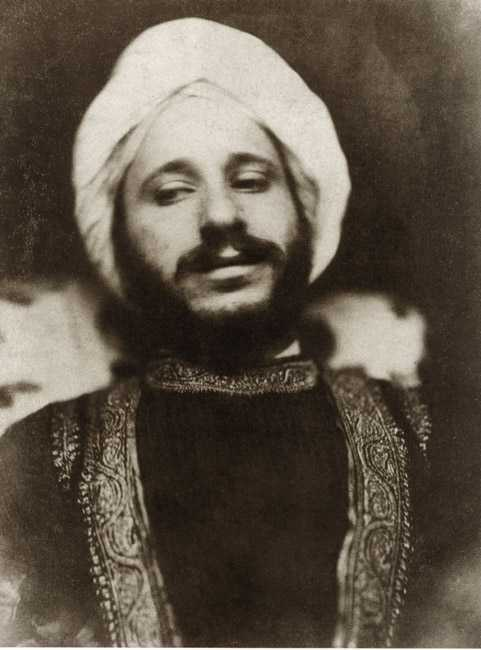
Simeon Solomon in orientalischer Kleidung, Photographie von David Wilkie

Simeon Solomon (* 9. Oktober 1840 in London Bishopsgate; † 4. August 1905 in London (St. Giles's Workhouse)) war ein britischer präraffaelitischer Maler.

## Leben und Werk

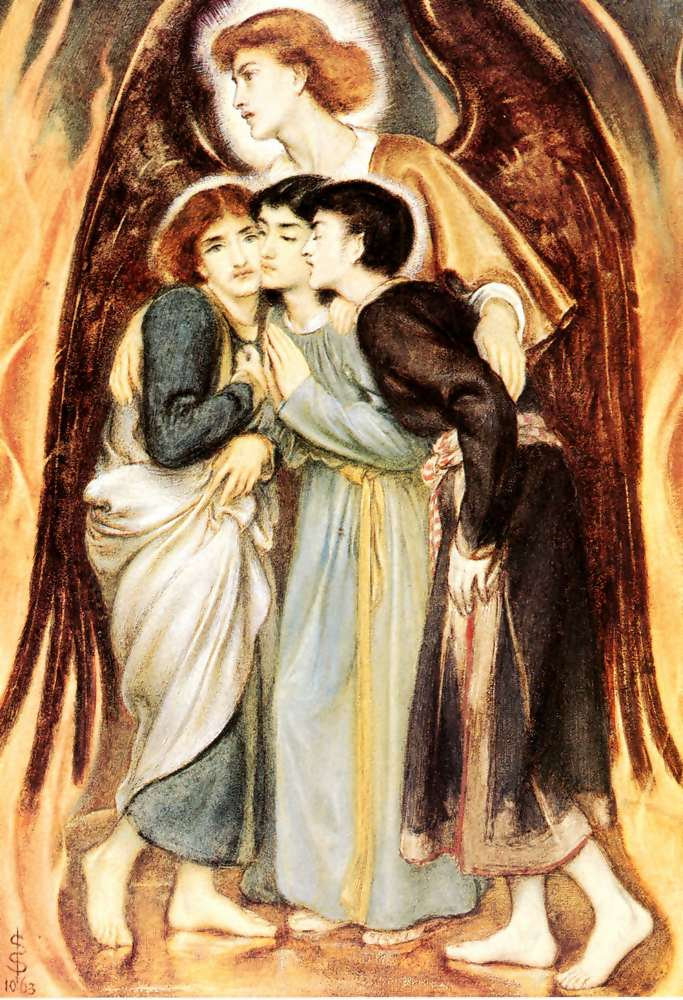
Simeon Solomon: Schadrach, Meschach und Abed-Nego, 1863

Simeon Solomon war das jüngste von acht Kindern einer jüdisch-orthodoxen Familie. Sein Vater importierte Florentinerhüte, seine Mutter zeichnete. Sein Talent als Maler zeigte sich schon früh, und die erste Schulung erhielt er vermutlich durch seinen älteren Bruder Abraham Solomon, der bereits Maler war; auch seine Schwester Rebecca Solomon wurde Malerin.
Solomon studierte zunächst von 1853 bis 1856 an der Akademie von F. S. Cary. Am 24. April 1856 wurde er zur Royal Academy of Arts zugelassen. Solomons frühe Werke waren von der jüdischen Kultur inspiriert und behandeln meist Themen aus dem Alten Testament. Mit ihnen wurde er auch bekannt. Andere seiner Bilder zeigen mittelalterliche literarische Themen, wie sie auch von den Präraffaeliten bevorzugt wurden. 1858 sowie 1860–1872 stellte er in der Royal Academy aus.

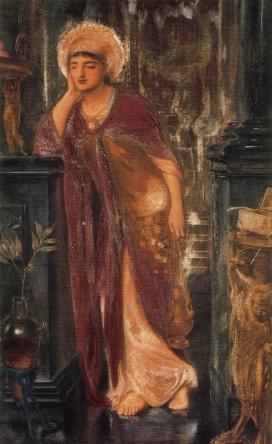
Elagabal als Hohepriester der Sonne, 1866

1857 oder 1858 lernte Solomon den Maler Dante Gabriel Rossetti kennen. Durch ihn bekam er Kontakt zu den anderen Mitgliedern der Präraffaeliten. Er schloss sich bald diesem Kreis an. So entwarf er beispielsweise für die Firma Morris, Marshall, Faulkner & Co. Kirchenfenster für die All Saints Church in Middleton Cheney, South Northamptonshire. Er arbeitete auch für William Burges. Einige seiner bekanntesten Gemälde dieser Zeit zeigen Figuren in tiefer religiöser Versenkung. Seine Bilder wurden von den anderen Präraffaeliten bewundert, so sagte beispielsweise Burne-Jones über ihn: „Solomon war von uns allen der größte Künstler.“
Über diesen Kreis lernte Solomon den Dichter Algernon Swinburne kennen, dessen Vorlieben Solomons Werke beeinflussten. Er illustrierte sein Gedicht The flogging block und den Roman Lesbia Brandon. Allmählich wandelten sich die Themen seiner Aquarelle und Gemälde von alttestamentlichen Stoffen zu solchen der griechisch-römischen Antike, beispielsweise Sappho oder Bacchus (1867). Viele dieser Bilder stellen melancholische Frauengestalten dar. Die Themen sind oft vage gehalten und es wird eine ästhetische Stimmung beschworen. Besonders gefeiert wurde Solomon für sein Gemälde Habet! (Er hat's). Es zeigt eine römische Kaiserin und andere Frauen in der Loge eines Amphitheaters, die den Todesstoß für den unterlegenen Gladiator fordern. Für Solomons Zeitgenossen war das Bild der perfekte Ausdruck römischer Dekadenz.
1865 wurde in London die Dudley Gallery eröffnet. Solomon stellte danach die meisten seiner Bilder erstmals dort aus. Oft zeigen diese Bilder junge Männer bei religiösen Riten. Solomon war bald Mitglied des Ausstellungskomitees. 1866 und 1869 reiste er nach Italien.
1871 veröffentlichte Solomon ein Prosagedicht mit dem Titel A Vision of Love Revealed in Sleep (Eine Vision der Liebe, im Schlaf offenbart). Die Allegorie der Liebe, ein schöner junger Mann, wird gequält und schließlich glorifiziert. Auch in vielen seiner Bilder dieser Zeit beschäftigte sich Solomon mit diesem Thema. Die Motive ab Mitte der 1860er Jahre zeigen häufiger männliche Akte und stießen bei manchen viktorianischen Kritikern auf Ablehnung.
1873 wurde Solomon mit einem anderen Mann in einer öffentlichen Toilette verhaftet und wegen „Sodomie“ (Homosexualität) zu 18 Monaten Zwangsarbeit verurteilt. Er musste die Strafe aber nicht antreten. Der Kontakt zur Kunstszene ging trotz einer Ausstellung an der Royal Society of Portrait Painters verloren, Solomon konnte seine Bilder nicht mehr ausstellen und nur noch schwer verkaufen. Er zeichnete weiter, nun vor allem durch Leonardo da Vinci beeinflusst, und schlug sich als Streichholzverkäufer und Pflastermaler durch. Er starb verarmt und alkoholkrank in einem Arbeitshaus in Slum von St. Giles, Seven Dials (Holborn), und wurde weitgehend vergessen.
Die große Prä-Raffaelitenausstellung der Tate Gallery von 1984 zeigte nur eine Zeichnung, „Dante's first meeting with Beatrice“ von 1859-1863 (Katalognummer 228) und das Wasserfarbenbild „The Painter's Pleausance“ von 1861 im venetianischen Stil (Katalognummer 233).

## Werke
(Auswahl)
- Babylon war ein goldener Kelch (Babylon Hath Been a Golden Cup, Birmingham Museums & Art Gallery), 1859 Art UK
- Schadrach, Meschach und Abed-Nego (Mallet Gallery), 1863
- Sappho und Erina in einem Garten zu Mytilene (Tate Britain), 1864
- Habet! (Bradford Museums, Galleries & Heritage), 1865
- Bacchus (Birmingham Museums & Art Gallery), 1867
- Das Präludium von Bach (Privatsammlung), 1868
- Mystery of Faith (Lady Lever Art Gallery, Port Sunlight), 1871
- Die Morgendämmerung (Birmingham Museums & Art Gallery), 1871
- Hosannah! (Tate Britain), 1871
- Die Braut, der Bräutigam und die traurige Liebe (Victoria and Albert Museum), 1865
- Sacramentum Amoris (verloren, zeitgenössische Fotografie im Victoria and Albert Museum), 1866